# H+/K+ ATPáza

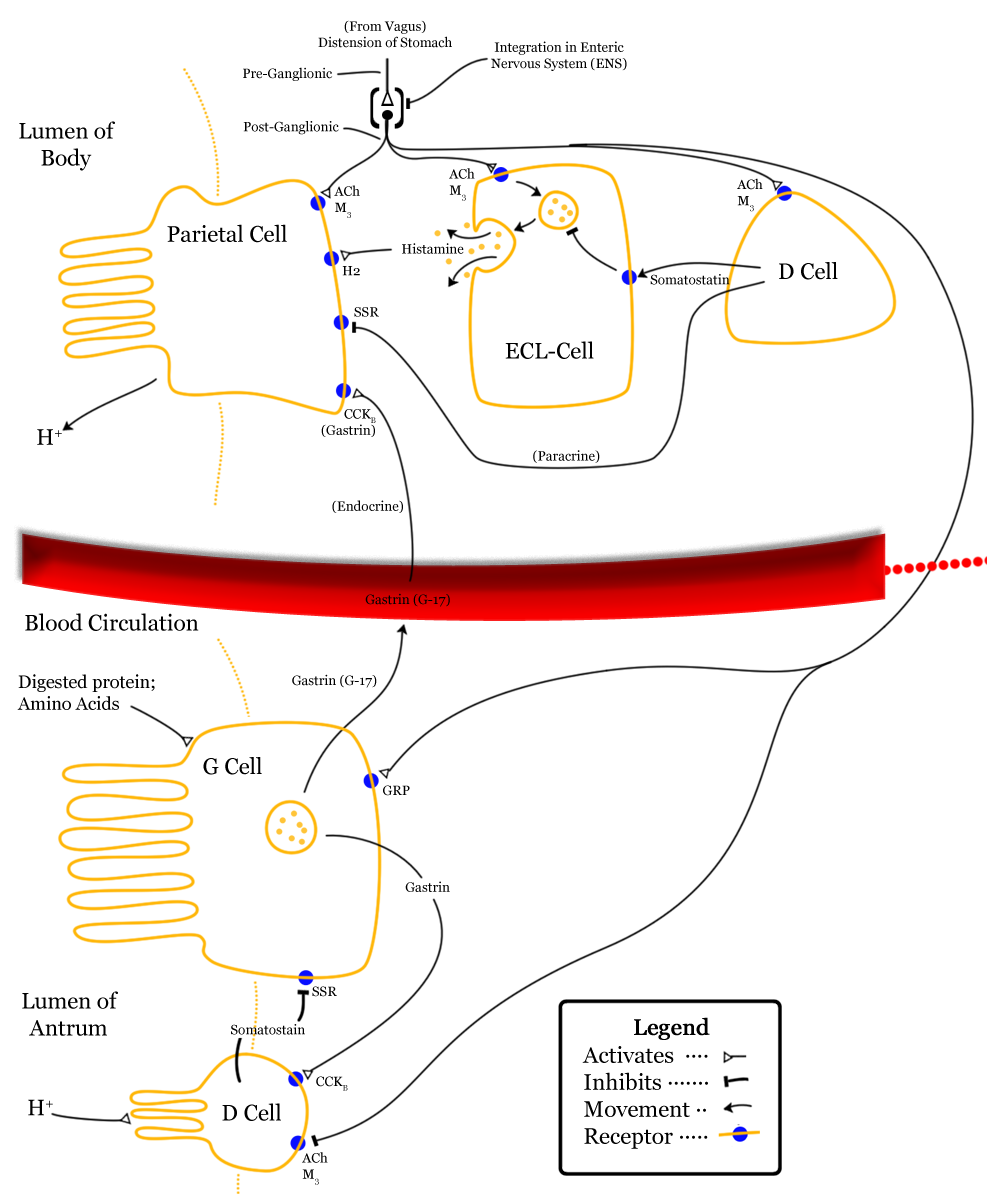
Diagram znázorňující tvorbu kyselého prostředí v žaludku

H+/K+ ATPáza (též vodíko-draselná pumpa) je buněčná pumpa nacházející se především na vnitřních stěnách žaludku; mimo to však také v distálním kanálku v ledvinách. Umožňuje aktivní transport vodíkového kationtu ven do lumen žaludku, a to výměnou za kationt draslíku, jenž je transportován opačným směrem, tzn. do buňky žaludeční sliznice. Celý proces vyžaduje spotřebu ATP. Vypumpované H+ kationty způsobují kyselé prostředí a díky této pumpě je pH v žaludku velmi kyselé.

## Stavba
Žaludeční H+/K+ ATPáza je složena ze dvou proteinových podjednotek; α-podjednotka (též označovaná jako katalytická podjednotka) má deset segmentů přecházejících přes membránu, β-podjednotka má takový segment pouze jeden. β-podjednotka je glykoprotein, α-podjednotka představuje protein o velikosti 100 kDa.